# Bernardo da Venezia
Bernardo da Venezia (fl. XVI secolo) è stato un architetto e scultore italiano rinascimentale. Ricevuto un incarico da Gian Galeazzo Visconti nell'edificazione del castello di Pavia, rimase a Pavia dove collaborò alla Fabbrica del Duomo di Milano ed alla Certosa di Pavia. Non è certo il suo contributo al Duomo di Chieri.